# Sympycnus harrisi
Sympycnus harrisi är en tvåvingeart som beskrevs av Octave Parent 1933. Sympycnus harrisi ingår i släktet Sympycnus och familjen styltflugor. Inga underarter finns listade i Catalogue of Life.